# Ocean Park (Washington)
Pour les articles homonymes, voir Ocean Park.
Ocean Park est une ville du comté de Pacific dans l'État de Washington.
Sa population était de 1 573 habitants en 2010.